# Port Saïd
Port Saïd (àrab: بورسعيد, Būr Saʻīd) és una ciutat portuària al nord-est d'Egipte i capital de la governació homònima. Hom hi troba l'accés al Canal de Suez, des del mar Mediterrani. Té una població de 603.787 persones (2010) i nombroses cases antigues, del segle xix, amb grans balcons a les façanes. A l'altra banda del canal hi ha Port Fouad, amb la qual es troba profundament relacionada, trobant-se comunicades mitjançant transbordadors gratuïts.
La base de l'economia de Port Saïd és la pesca, les indústries químiques, la manufactura de productes alimentaris i l'elaboració de cigars. Des de Port Saïd s'exporta una gran part dels productes egipcis, com el cotó i l'arròs, a més de ser una estació de provisió de combustible per als vaixells que creuen el canal. Port Saïd és també una zona franca, així com el lloc de residència d'estiu per a molts egipcis.

## Història

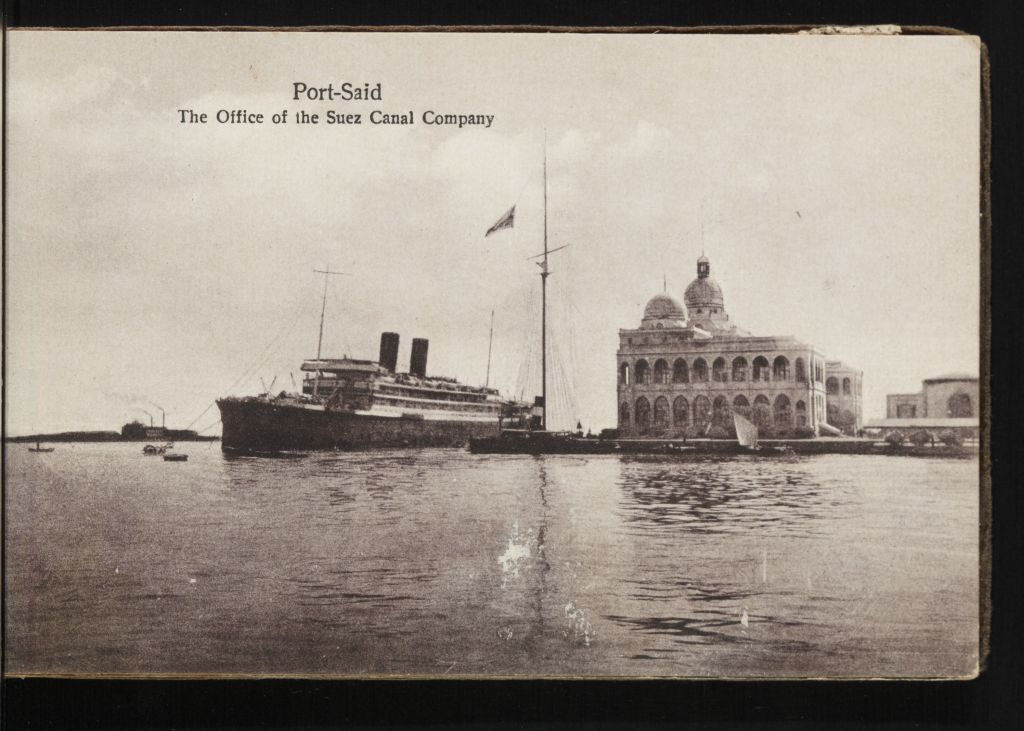
Oficina del Canal de Suez, de 1893

Port Saïd fou fundada durant el regnat de Said Pasha el 25 d'abril de 1859, quan Ferdinand de Lesseps va donar el senyal simbòlic d'inici de les obres. La major part de la ciutat actual estava situada sota l'aigua; el lloc fou triat perquè la profunditat de l'aigua era la convenient per construir el canal. Al lloc principal s'hi va erigir després un monument a Lesseps (1899).
El creixement fou molt ràpid i tot s'havia de portar de fora. A mesura que el canal progressava arribaven nous obrers. El 1860 hi vivien dos mil persones incloent els europeus i el 1869, en acabar el canal, ja eren deu mil. D'aquesta època només es conserva un far. Amb la posada en marxa del canal van arribar cònsols dels països europeus. El 1882 els britànics van entrar a Egipte per Suez. Al final del segle era el dipòsit més gran de carbó del món. A l'inici del segle XX servia com a port per l'exportació del cotó, arròs i altres productes del delta. El 1907 tenia 49.884 habitants. El khediv Ismaïl va fer construir quatre fars a Rosetta, Burullus, Burdj al-Izba i el mateix Port Saïd, aquest de 53 metres d'alt i que es veia a 30 km. El 1936 es va signar a la ciutat el tractat entre Egipte i la Gran Bretanya pel qual els britànics retiraven les seves tropes excepte algunes per protegir el canal i rodalia. Aquest tractat fou denunciat després de la Segona Guerra Mundial provocant algun conflicte amb les tropes britàniques del canal el 1951. El 1952 va esclatar la revolució egípcia que va portar més tard al poder a Gamal Abdel Nasser.
El 1956 Nasser va nacionalitzar el canal i Gran Bretanya, França i Israel li van declarar la guerra (octubre-novembre de 1956) i Port Saïd va quedar damnada en els atacs aeris i per les forces occidentals que van desembarcar (l'estàtua de Lesseps fou destruïda entre altres). Port Saïd fou teatre dels principals combats. Finalment els invasors es van haver de retirar el 23 de desembre de 1956 (dia que fou declarat festa major de Port Saïd). Després de la guerra la ciutat fou restaurada i el canal es va reobrir. El juny de 1967 els israelians van arribar al costat oriental del canal i aquest va quedar tancat provocant una forta decadència a la ciutat; els residents foren evacuats el 1973 durant la guerra del Yom Kippur. El 5 de juny de 1975 Egipte va posar fi al bloqueig del canal i el 1976 la ciutat fou declarada port lliure. Després dels acords de Camp David de 1978 i la pau egípcia-israeliana de 1979, es va reobrir i la ciutat va recuperar la seva antiga prosperitat.

## Districtes
La moderna ciutat està dividida en sis districtes:
- Al-Ganoub :(504,000 km²)
- Al-Zohour :(262,581 km²)
- Al-Dawahy :(62,673 km²)
- Al-Sharq :(5,017 km²)
- Al-Manakh :(3,312 km²)
- Al-Arab :(1,592 km²)

La ciutat de Port Fouad (505,69 km²) està també sota jurisdicció de la governació de Port Said i forma amb aquesta l'àrea metropolitana de Port Saïd.

## Educació
- Universitat de Port Said
- Acadèmia Àrab de Ciències, Tecnologia i Transport Marítim

Hi ha també 349 escoles de diferents nivells

## Transport

### Aeroport
L'aeropot de Port Saïd está a 6 km del centre de la ciutat. Fou modernitzat darrerament i convertit en internacional, reobrint el febrer del 2011

### Autovies
- Carretera Internacional de la Costa (Alexandria - Port Saïd)
- Carretera del desert, Cairo – Ismaïlia - Port Said (Port Said - Cairo /220 km)
- Carretera Port Said - Damiata

### Tren
L'estació de tren és al carrer Mustafa Kamal; el servei de trens és freqüent cap al Caire (4 hores de trajecte), Alexandria (6 hores de trajecte) i altres ciutats.

### Ferry

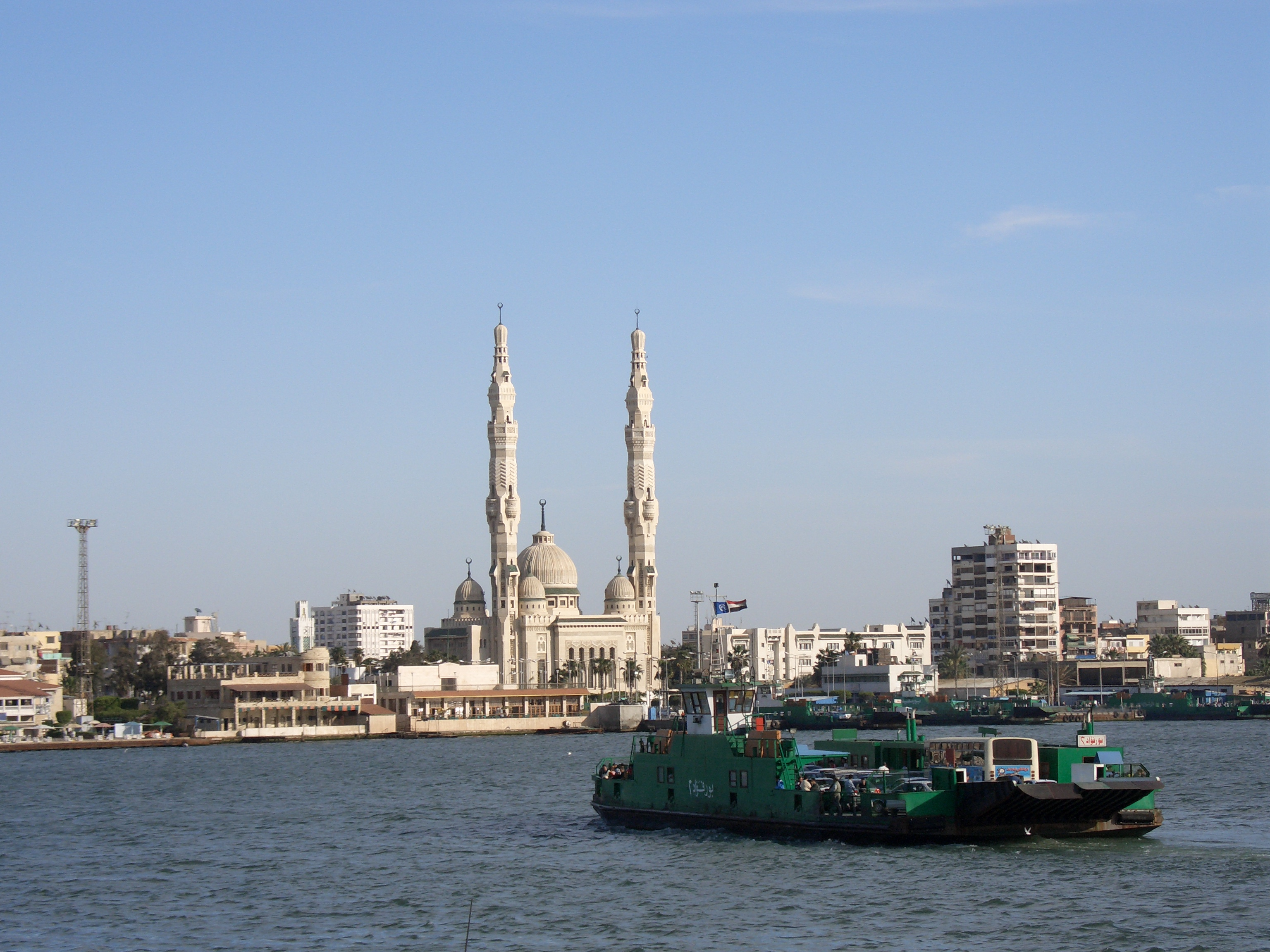
Ferry cap a Port Fouad

Port Said està unida a la seva ciutat bessona de Port Fuad per un ferry. El trajecte de pas del canal és de 10 minuts.

### Altres
Autobusos públics de la Port Said Governorate's Agency for Public Passenger Transport. Hi ha també transports privats, microbusos, taxis i cotxes.

## Cultura

### Museus
- Museu Nacional de Port Saïd
- Museu Militar de Port Saïd (obert el 1964)
- Museum d'Art Modern.

## Galeria d'imatges

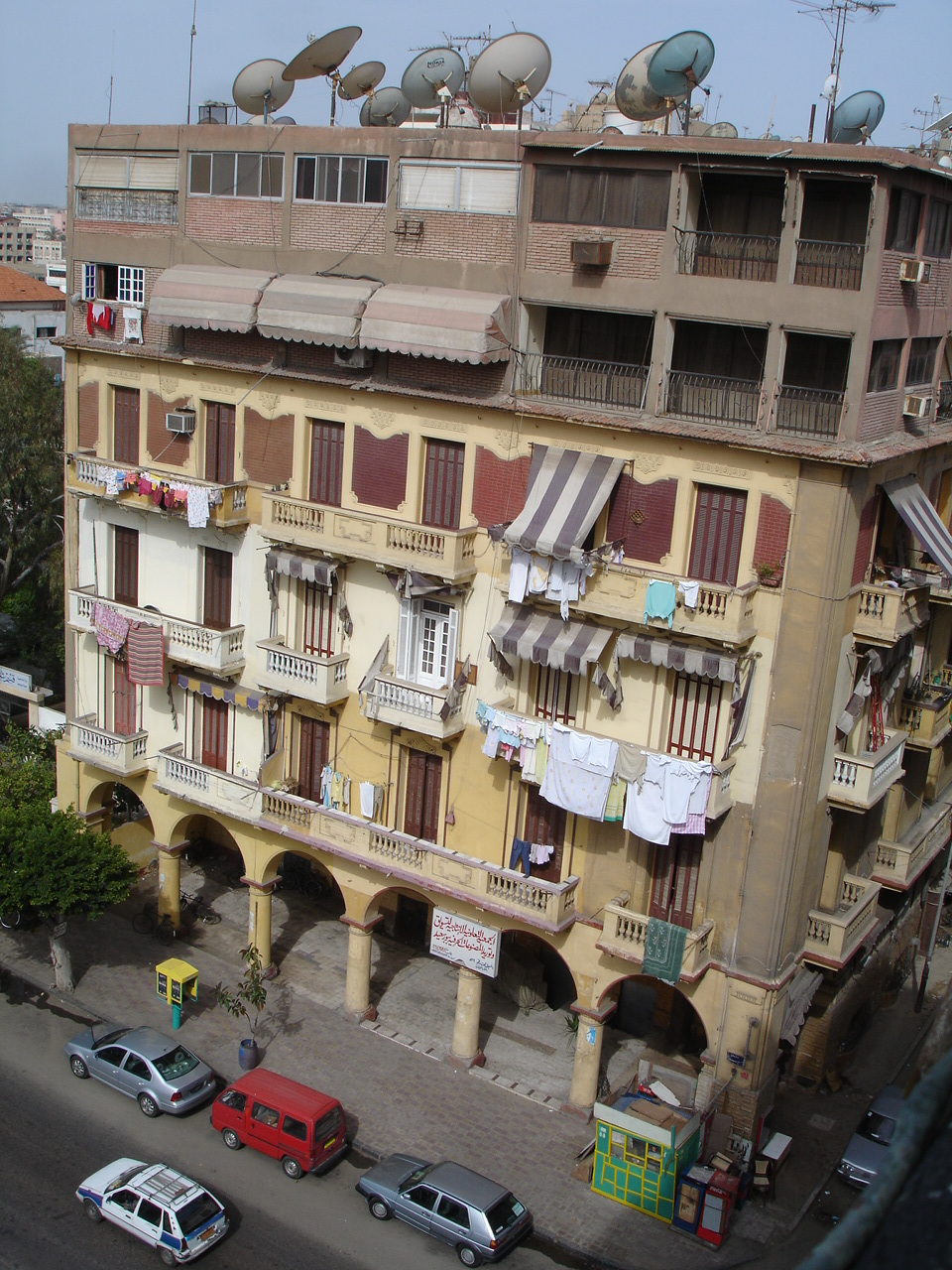
Cases amb arcades
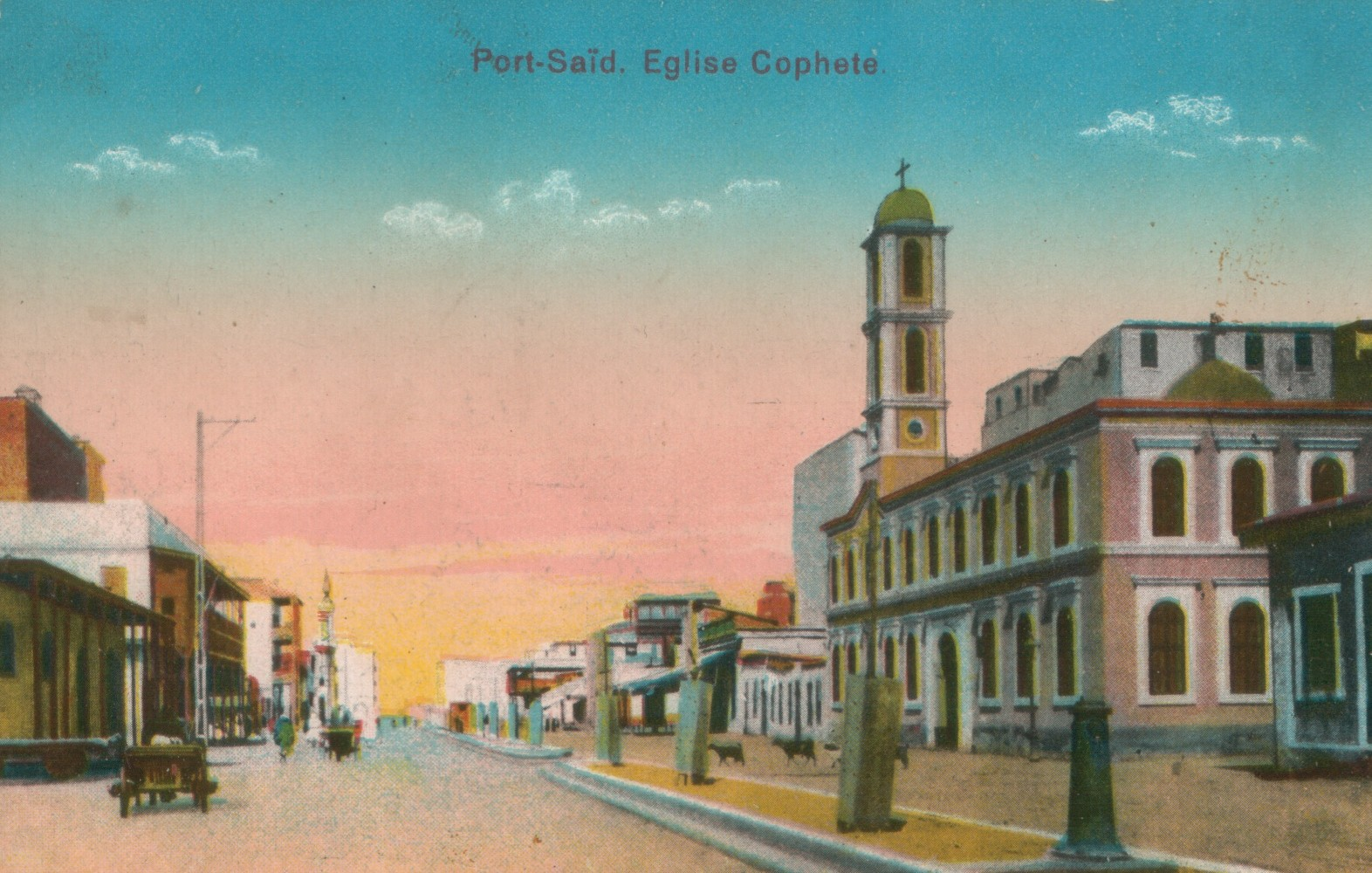
Port Said (postal de vers 1915)
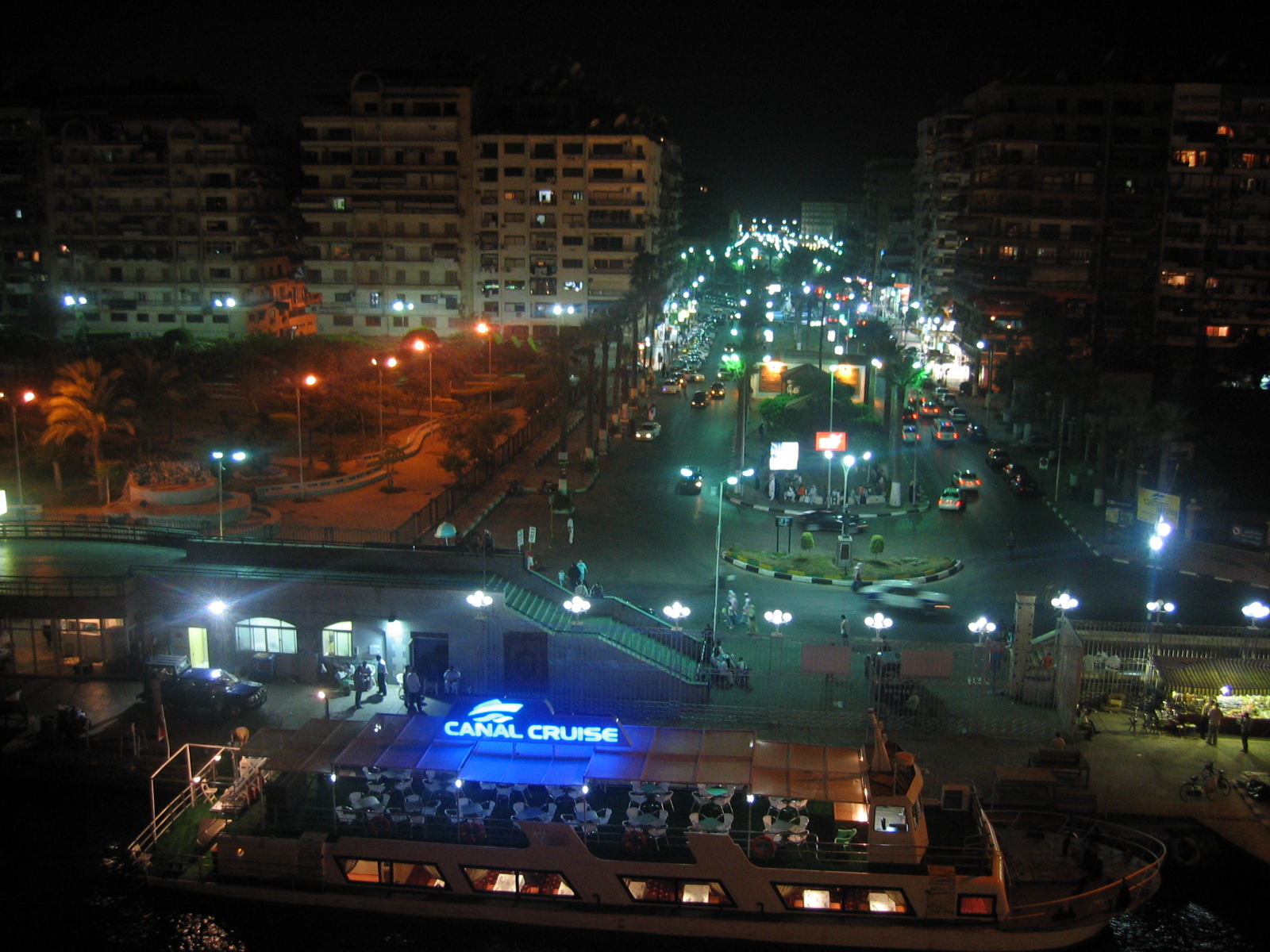
Modern Port Said a la nit
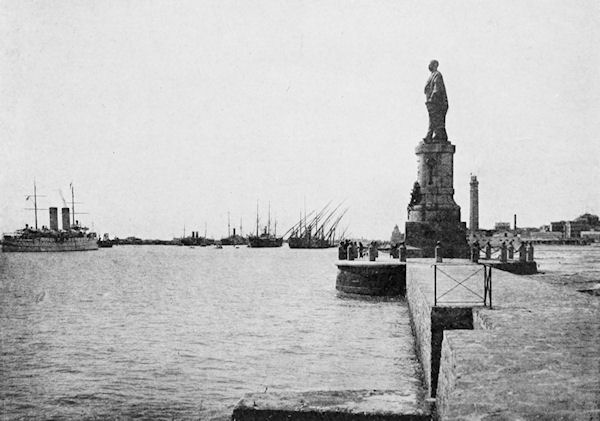
Embarcador turístic a Port Said
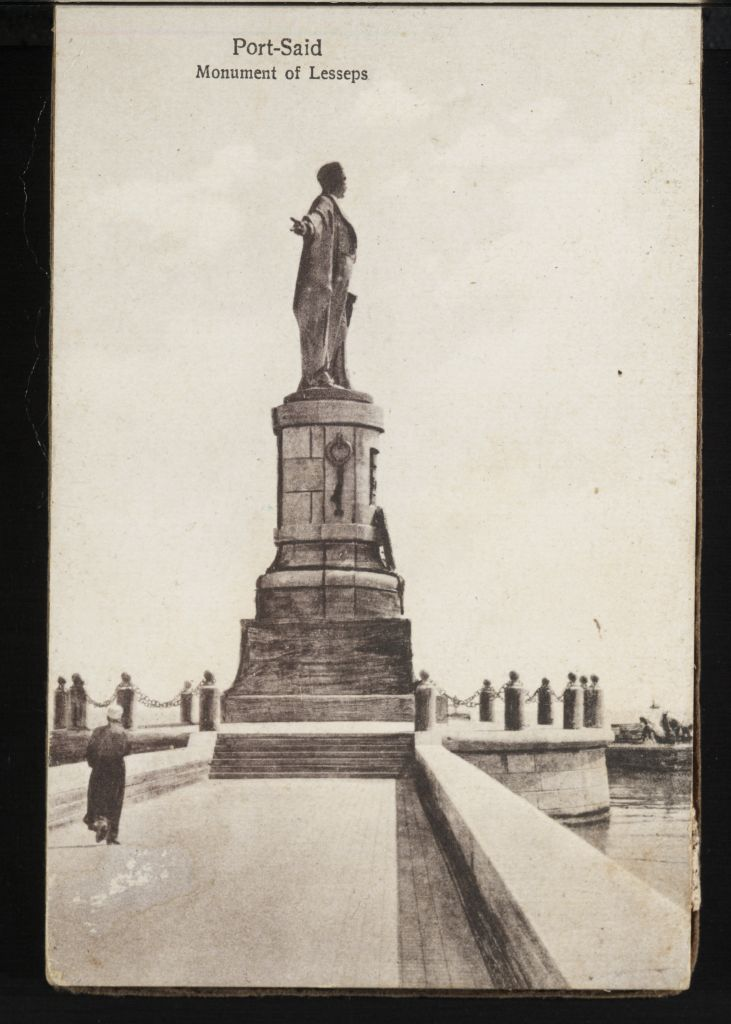
Monument a Lesseps
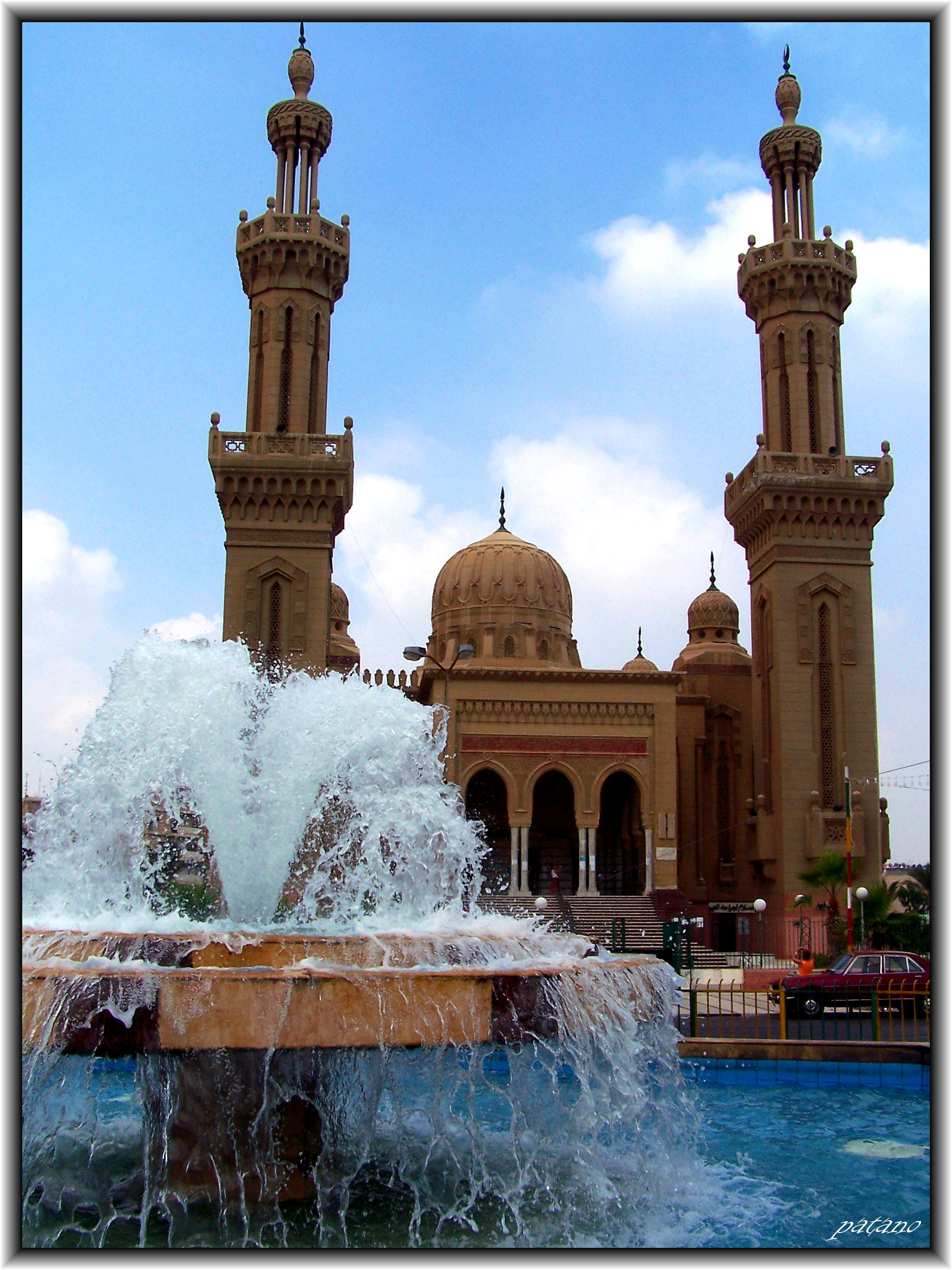
Mesquita a Port Said
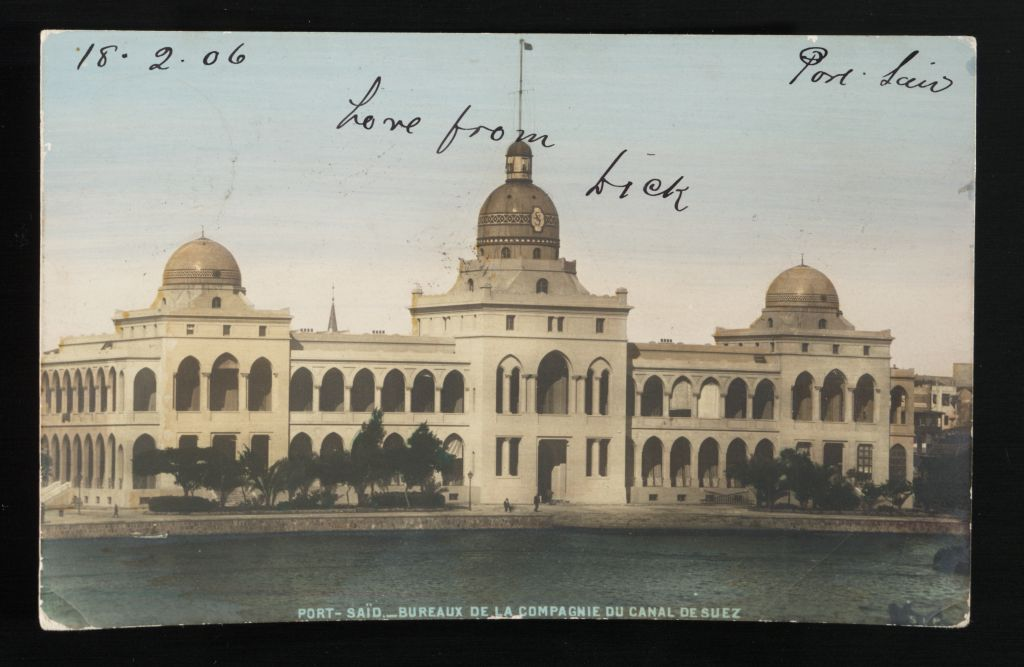
Edificie de la Suez Canal Authority a Port Said
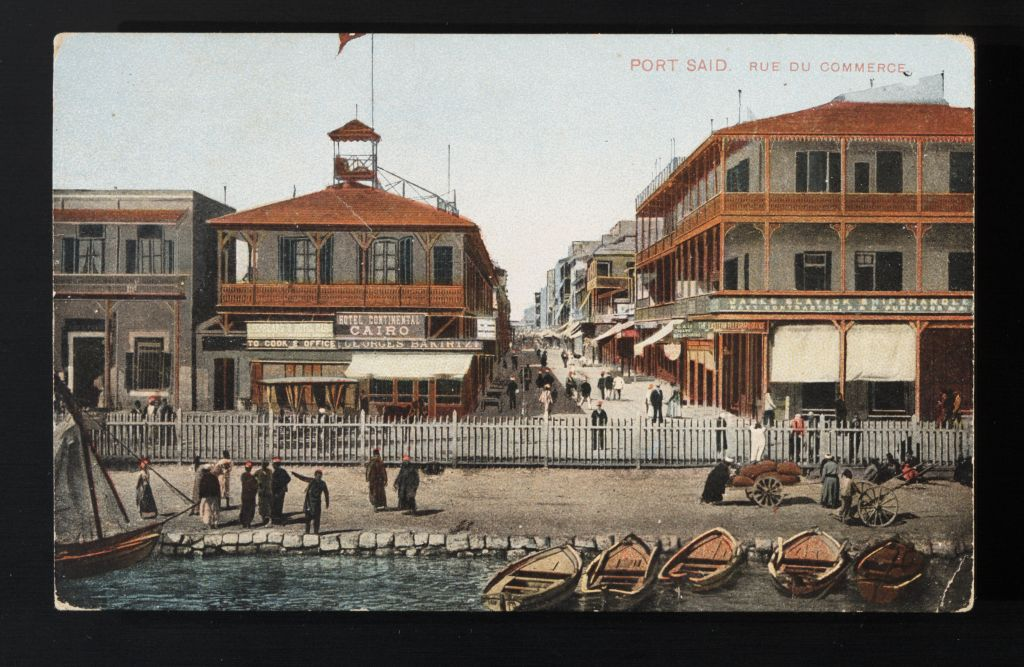
Carrer comercial
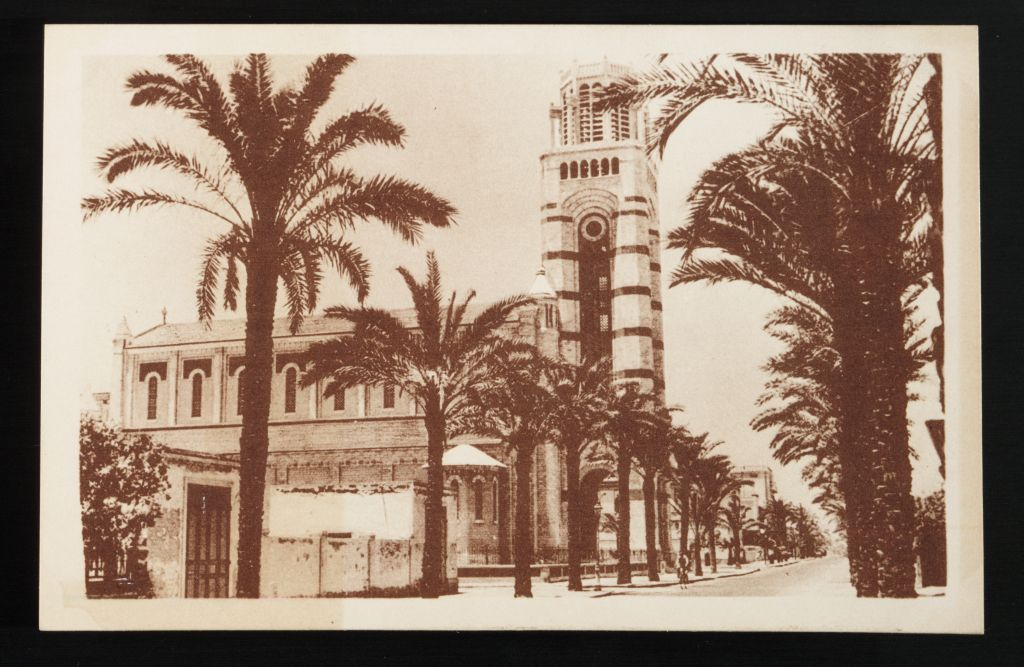
Catedral llatina a Port Said construïda el 1934

## Agermanaments
- Volgograd, Rússia (1962)
- Bizerta, Tunísia (1977)